# Catacumba paleocristiana (Villagrazia di Carini)
La Catacumba paleocristiana de Villagrazia di Carini se caracteriza por tener más de 5000 m2 de superficie excavada y es considerada como uno de los testimonios más importantes del período paleocristiano en Sicilia. La Comisión Pontificia de Arqueología Sacra promueve desde hace más de quince años las excavaciones en la catacumba, realizadas en colaboración con los profesores de arqueología cristiana de la Università degli studi di Palermo. Hoy el sitio es administrado por la cooperativa ArcheOfficina y sus arqueólogos que cuidan el proyecto de uso al público, hacen visitas guiadas.

## Historia

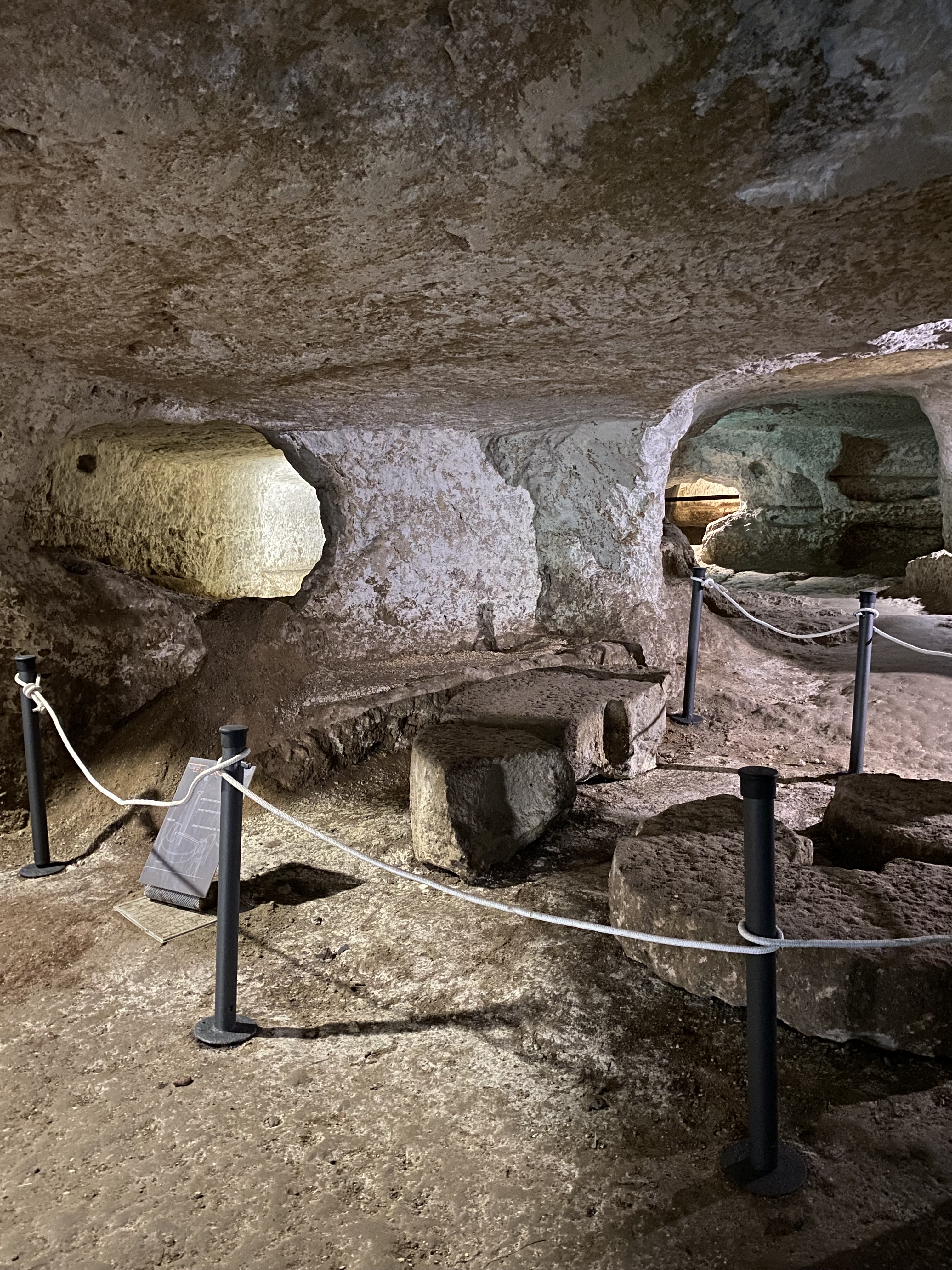
Catacumba.

Fue en 1899 cuando Antonio Salinas en la localidad de Villagrazia di Carini, al noreste del barrio San Nicola, reconoció la presencia de una catacumba paleocristiana. La zona de San Nicola es una zona de igual interés histórico-arqueológico, ya que en 1873 el Príncipe De Spuches encontró allí un gran mosaico policromado perteneciente a un entorno absidal. El descubrimiento de las catacumbas fue una prueba irrefutable de la difusión de la religión cristiana también en aquellos asentamientos rurales que caracterizaron entre la edad constantiniana y el siglo VI-VIII el territorio de gran parte de Sicilia. El descubrimiento de Salinas dio fuerza a la hipótesis de que el mosaico]encontrado unos años antes pertenecía a un probable edificio de culto cristiano. Sin embargo, durante el siglo XX el sitio fue abandonado y dejado en estado de degradación, hasta que se intervino, a principios del año 2000, la Comisión Pontificia de Arqueología Sacra emprendió una intensa actividad de investigaciones arqueológicas  en colaboración con la sección arqueológica del Departamento de Bienes Culturales de la Universidad de Estudios de Palermo, con la Administración Municipal de Carini y con la Superintendencia de los Bienes Culturales de Palermo. Las investigaciones arqueológicas desde el 2000 en adelante se han concentrado en el sector meridional que había sido fuertemente transformado en el pasado por una instalación para la producción del azúcar de caña, activo entre el final del siglo XIV y los comienzos del XVII, como lo atestiguan varios documentos de archivo. Además, en tiempos muy recientes se habían producido otras transformaciones con la reutilización de algunos espacios para el cultivo de hongos.

#### Características generales
Uno de los aspectos más interesantes de la catacumba de Villagrazia está representado por la asociación de las tumbas 'a mesa' (tipo de tumba destinada a los nobles) con los arcos debajo, que se encuentra principalmente en las galerías VIII, IX, X y XII y en el cubículo VI. La coexistencia de las dos tipologías funerarias acerca el cementerio siciliano a algunos contextos de la zona del Lacio y de los Abruzos, datados en el siglo IV, que se diferencian de los ejemplos de Roma, donde los entierros 'a mesa' parecen ser más antiguos.
En general, se puede afirmar que el complejo funerario de Villagrazia es hoy el más grande de la Sicilia occidental, expresión de una comunidad en continuo crecimiento, que tenía la necesidad de encontrar cada vez más nuevos espacios para los entierros de sus difuntos. La investigación estratigráfica, junto con algunas pinturas sacadas a la luz durante las restauraciones de los últimos años y los pocos objetos recuperados hasta ahora del equipo, han permitido reconocer varias fases de frecuentación, que se han dividido en cuatro períodos principales:
- Período I - Edad Moderna, caracterizada por depósitos aluviales más o menos recientes, datados alrededor de la mitad de los años setenta del siglo pasado.
- Período II - Edad medieval, a la que corresponde el abandono del cementerio y la posterior degradación.
- Período III - Edad islámica, a la que se remonta la destrucción de las cubiertas de las tumbas.
- Período IV - siglos IV-VIII. Frecuentación del cementerio.

##### Consideraciones generales
Se considera que el período de mayor frecuentación del cementerio se produjo entre el avanzado siglo IV y el pleno siglo VI. La ecclesia carinensis, mencionada en una epístola de Gregorio Magno del 595, implica la presencia de una comunidad cristiana organizada en una diócesis rural. Es hipótesis plausible que para la comunidad cristiana el cementerio, tan cercano al asentamiento, representaba, por tanto, un importante punto de referencia como espacio cultual. Esta comunidad ha reservado una atención especial a las entierros destinados a niños, en la disposición ordenada de los arcos, en pilas superpuestas y en los espacios libres entre las sepulturas para los adultos; sea en el recurso frecuente al uso de la tumba 'a mesa', quizás la más adecuada para el depósito del ajuar ritual; sea aún en el acabado minucioso del espacio arquitectónico, ya se trate de un simple revestimiento de yeso y cocciopesto, o de una decoración pintada. No es casualidad que los documentos pictóricos más significativos, hasta ahora recuperados, se refieren precisamente a tres arcosolios para niños.

## Representaciones figurativas más importantes presentes
El arcosolio llamado X.2, entre las galerías VII-X y VIII-IX ha sido utilizado para nueve inhumaciones, que tuvieron lugar en momentos diferentes. La decoración original del intradós se caracterizaba por un entrelazado de florales rojos y de guirnaldas de hojas dentadas verdes, sobre fondo blanco, que a partir de un nudo en la esquina se desarrollaba también en el bisel. Esta última, en un momento posterior, fue decorada con la imagen de un niño con túnica blanca, larga hasta los pies, con la intención de incitar a un caballo que, sostenido por las bridas, patea, con la pata derecha levantada del suelo. Aquí está claro que se quería exaltar la voluntad explícita de los padres de fijar con tonos vivos en un ambiente, alusivo al paraíso, la actitud más querida en vida a su pequeño: jugar con su caballo. La cabeza esférica, con el pelo liso retraído en una franja corta en la frente, los grandes ojos circulares dirigidos a mirar el elegante caballo, asumen por tanto el valor de 'retrato fisonómico', que acerca la pintura siciliana a otros ejemplos de retratos funerarios de la edad de Teodosio I.
Se encuentra luego una Adoración de los Magos que se introduce con un triunfo de rosas rojas sobre tallos verdes, acompañadas por una guirnalda en forma de serpiente estilizada. Los Magos se acercan, en fila, con paso cadencioso hacia el asiento con alta espaldera, que acoge a la Virgen con el Niño en su regazo, llevando los regalos sobre bandejas doradas sostenidas por las manos veladas. Esta escena recuerda la transposición del homenaje que el ritual de la corte imperial preveía para el soberano. Por ello pse puede afirmar que las dos escenas adquieren un profundo valor simbólico en cuanto asocian el concepto del Cristo-Mesías, representado por la estrella que guía a los Magos, con el del Cristo Rey, al cual los mismos Magos rinden homenaje. Los dos conceptos sancionados por el Concilio de Nicea del 325 son indicadores de la fe que animaba a los autores de las dos pinturas, que quisieron reafirmar su ortodoxia colocando sobre la tumba de sus hijos, desaparecidos prematuramente, la imagen del Niño Recogido en actitud, de la vivacidad propia de un niño, atraído por los dones de los ilustres visitantes.

#### Retrato de mujer delsigloIVd.C.
Una moda del período en cuestión era la representación de la mujer en equilibrio entre la dimensión terrenal y la sobrenatural, lo que se ve en muchas catacumbas romanas, incluyendo la de Villagrazia de Carini, precisamente en el arcosolio VIII.32. La figura femenina en cuestión de la campaña de 2011 ha sido liberada de las concreciones, constituidas por carbonato de calcio y residuos de lodo con el empleo de la tecnología láser. La imagen se caracterizaba por un fondo de color azul, originalmente un azul egipcio, entre dos guirnaldas de color rojo, junto a la presencia discontinua de pinceladas rojas "a mancha" que aluden a las flores de ambientación paradisíaca. La señora viste una voluminosa dalmática adornada con clavos en el pecho y en las mangas anchas, que debía ser larga hasta los tobillos. La actitud de las expansis manibus, ya no perceptible debido a las amplias lagunas, es sin embargo sostenible en comparación con la colocación de otra orante presente en el extradós del arcosolio X.10.9, dentro del cubículo X.10, siempre en Villagrazia. De esta última se tiene clara la posición del cuerpo en perspectiva, envuelto en la pesada dalmática roja oscura con las amplias mangas, con la cabeza ligeramente girada hacia la izquierda, en dirección al joven, con la actitud compuesta y la mirada íntimamente expresiva, con la que se acompaña. Volviendo a la mujer del arcosolio VIII.32, la atención del ejecutante se ha centrado principalmente en el rendimiento de los caracteres faciales: el rostro delicadamente refinado, la piel rosada, realzada por sombras y matices de color, los ojos recién abiertos que miran hacia adelante hacia la izquierda, la nariz corta y recta, la boca pequeña y abierta, pero también la pose elegante de la cabeza que se impone para el pelo, naturalmente ondulada en la frente y a los lados del rostro, hasta cubrir las orejas, para terminar en el extremo superior del jefe en un amplio nudo "a turbante". Este tipo de peinado hace eco a la moda de la iconografía de Valeria Galeria y sobre todo la de Elena, como se representa en un medallón de bronce del Museo Británico del 335 d. C., al que también se ha acercado concordemente un retrato de mármol de los Museos de Berlín. Es cierto que el peinado particular que caracteriza la iconografía monetaria de Elena, sobre todo la de las emisiones conmemorativas entre 329 y 337, ha influido profundamente en la moda del retrato femenino de edad constantiniana y post-constantiniana. La figura femenina del arcosolio VIII.32 de Villagrazia di Carini por la elegancia y la sobriedad de la figura, por el refinamiento del rostro y la naturalidad del cabello, se desvía de las imágenes-símbolo de difuntas orantes, para asumir la compostura y la actitud de quien ha perdido a un hijo en edad temprana. Es probable, pues, que esta figura, colocada en el extremo de un arcosolio por infante, pudiera aludir a una escena de introducción del difunto al paraíso.